# جه‌چون
جه‌چون
شهر جه‌چون (به کره‌ای: 제천) (به انگلیسی: Jecheon) با جمعیت ۱۳۲٫۸۶۴ نفر در استان چونگچانگ شمالی در کشور کره‌جنوبی واقع شده‌است.